# ان‌تی‌ان
ان‌تی‌ان (انگلیسی: NTN) شرکت تولید صنعتی ژاپنی است، که در سال ۱۹۱۸ تأسیس شد.